# 約克鎮區 (北達科他州本森縣)
約克鎮區（英語：York Township）是位於美國北達科他州本森縣的一個鎮區。

## 地方資料
約克鎮區的面積為94.09平方千米，當中陸地面積為93.71平方千米，而水域面積為0.38平方千米。根據2010年美國人口普查的數據，當地共有人口35人，而人口密度為每平方千米0.37人。